# Slag om Fort Henry
De Slag om Fort Henry vond plaats op 6 februari 1862 in westelijk Tennessee tijdens de Amerikaanse Burgeroorlog. Het was een grote overwinning voor de Noordelijke leger onder leiding van Ulysses S. Grant in het westelijk deel van het conflict.
Op 4 en 5 februari landden twee Noordelijke divisies onder leiding van Ulysses S. Grant ten noorden van Fort Henry. Ze zouden op 6 februari het fort aanvallen, ondersteund door kanonneerboten onder leiding van vlagofficier Andrew Hull Foote. Een combinatie van efficiënt vuur van de schepen en een slechte locatie van het fort zorgde ervoor dat het fort gedeeltelijk onder water liep. De zuidelijke bevelhebber van het fort, brigadegeneraal Lloyd Tilghman gaf zich over voor het landleger het fort bereikte.
De overgave van het fort opende de rivier de Tennessee voor Noordelijk verkeer. De Noordelijke schepen vielen tussen 6 en 12 februari verschillende schepen en spoorwegbruggen aan. Ondertussen rukte Grant op richting het volgende fort, namelijk Fort Donelson.

## Achtergrond
Begin 1862 was Albert Sidney Johnston de enige Zuidelijke generaal die alle troepen commandeerde van Arkansas tot de Cumberland Gap. Zijn eenheden vormden een defensieve linie en waren dus dun gespreid. Op zijn linkerflank bevond Polk zich met 12000 soldaten. Het centrum werd gevormd door de forten Henry en Fort Donelson en 4000 soldaten onder leiding van brigadegeneraal Lloyd Tilghman. Deze forten beschermden de sleutelposities bij de rivieren de  Tennessee en de Cumberland. Zijn rechterflank bevond zich in Kentucky, waar brigadegeneraal Simon Bolivar Buckner 4000 soldaten onder zich had bij Bowling Green. 4000 soldaten onder leiding van generaal-majoor George B. Crittenden bewaakten de Cumberland Gap, de toegang tot het door het Noorden gecontroleerde Oost-Tennessee.
De Noordelijke militaire bevelhebbers in het westen leden onder een versplinterd militair commando. Er waren namelijk drie afzonderlijke militaire departementen: het departement van Kansas onder leiding van generaal-majoor David Hunter, het departement van Missouri onder leiding van generaal-majoor Henry W. Halleck en het departement van de Ohio onder leiding van brigadegeneraal Don Carlos Buell. Er kon hierdoor geen strategisch plan uitgewerkt worden voor gezamenlijke operaties in het westen. Buell rukte slechts langzaam op naar Nashville, voornamelijk onder politieke druk om het oosten van Tennessee onder controle te houden.
In het departement van Halleck stuurde Ulysses Grant eenheden de Tennessee op, om de aandacht af te leiden van de opmars van Buell. Buells opmars bleef bestaan op papier. De verschillende bevelhebbers ondervonden steeds meer politieke druk om een grootscheeps offensief te openen in het westen. Na enig getwijfel gaf Halleck op 30 januari 1862 zijn goedkeuring aan Grants plan om Fort Henry in te nemen. Voorzichtigheid was echter geboden, omdat er aanwijzingen waren, dat de Zuidelijken versterkingen stuurden onder leiding van P.G.T. Beauregard.
Grant vertrok uit Caïro op 2 februari. Zijn strijdmacht bestond uit ongeveer 15.000 soldaten die ingedeeld waren in twee divisies onder leiding van brigadegeneraal John A. McClernand en brigadegeneraal Charles Ferguson Smith en uit het Westelijk flottielje onder leiding van vlagofficier Andrew Hull Foote. Foote had zeven kanonneerboten, waarvan er vier gepantserd waren. In dit stadium van het conflict waren er nog te weinig transportschepen beschikbaar. Er werden dus twee boottochten georganiseerd om alle manschappen ter plekke te krijgen.

## Fort Henry
Fort Henry werd opgetrokken uit aangestampte aarde in de vorm van een vijfhoek. Het was gelegen op de oostelijke oever van de Tennessee nabij Kirkman's Old Landing en Standing Rock Creek.
In opdracht van de gouverneur van Tennessee werd Daniel S. Donelson aangesteld als brigadegeneraal met als opdracht een fort te bouwen langs de rivieveren in Midden-Tennessee. Donelson vond enkele geschikte locaties, maar die lagen in het toen nog neutrale Kentucky. Stroomopwaarts vond hij een locatie net binnen de grenzen van Tennessee. Dit fort zou zijn naam dragen: Fort Donelson. Kolonel Bushrod Johnson zou met zijn genietroepen het fort opbouwen.
Toen de bouw van Fort Donelson begon, vond Donelson 19 km ten oosten van het eerste fort een locatie waar Fort Henry zou gebouwd worden. Dit fort werd genoemd naar Gustavus Adolphus Henry Senior, een senator uit Tennessee. Fort Donelson werd gebouwd op de westelijke oever van de Cumberland. Fort Henry werd opgetrokken op de oostelijke oever van de Tennessee zodat één garnizoen beide forten kon bemannen en verdedigen. Donelson ging ervan uit, dat de beide forten niet tegelijkertijd aangevallen zouden worden. Fort Henry werd gebouwd op moerassige grond. Het pluspunt was echter dat er een ongelimiteerd schootsveld was tot 3 km stroomafwaarts. Hoewel er tegenkantingen waren door lagere genieofficieren, keurde kolonel Johnson de plaats goed.

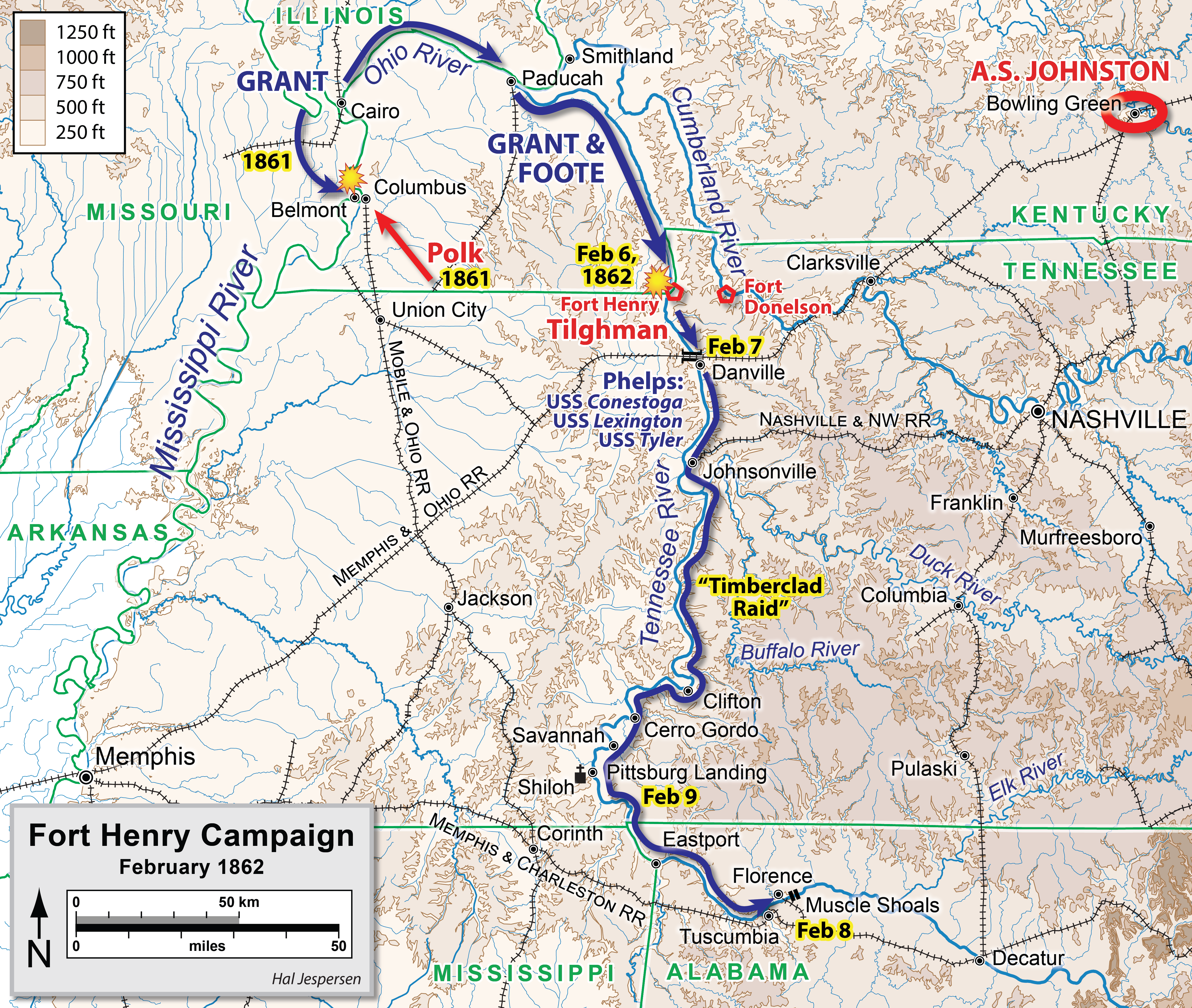
De bewegingen rond Fort Henry

Het fort werd zo ontworpen dat het de scheepvaart op de rivier kon blokkeren. Het was niet bestand tegen infanterieaanvallen, toch niet op de schaal die tijdens het conflict zou voorkomen. Midden juni werd er met de bouw begonnen. Naast soldaten van de 10th Tennessee werden er ook slaven ingezet. Het eerste kanonschot werd getest op 12 juli 1861. Na de initiële activiteiten zou het nog tot december duren vooraleer er meer soldaten gestuurd werden naar het fort. De forten langs de rivier de Mississippi hadden een hogere prioriteit. In december werd er aan de overzijde van de rivier een kleine versterking gebouwd door de 27th Alabama en 500 slaven. Dit kreeg de naam Fort Heiman. Er werden ongeveer 2800 tot 3400 soldaten gestationeerd in Fort Henry of ongeveer twee brigades onder leiding van kolonel Adolphus Heiman en kolonel Joseph Drake. De soldaten droegen voornamelijk musketten uit de Oorlog van 1812.
Er werden 16 kanonnen geïnstalleerd. Elf waren naar de rivier gericht, de zes andere landinwaarts. De batterijen bestonden uit een Columbiad, één 24-ponder, 32-ponder en twee 42-ponders. De laatste waren niet voorzien van de gepaste munitie. Wanneer de rivier op normaal peil stond, waren de muren zes meter hoog. De muren waren zes meter dik aan de basis en drie meter dik ter hoogte van de kanonnen. Door zware regenval in februari 1862 was het grootste deel van het fort onder water gelopen, waaronder ook het buskruitmagazijn.
De Zuidelijken hadden nog een bijkomende verdediging ingebouwd, namelijk verschillende torpedo’s (vandaag zouden deze zeemijnen worden genoemd). De wapens waren onder het wateroppervlak verankerd om te ontploffen wanneer een schip ermee in aanvaring kwam. Deze wapens waren niet efficiënt te gebruiken door het hoge waterpeil en de vele lekkages in het metalen omhulsel.

## De slag

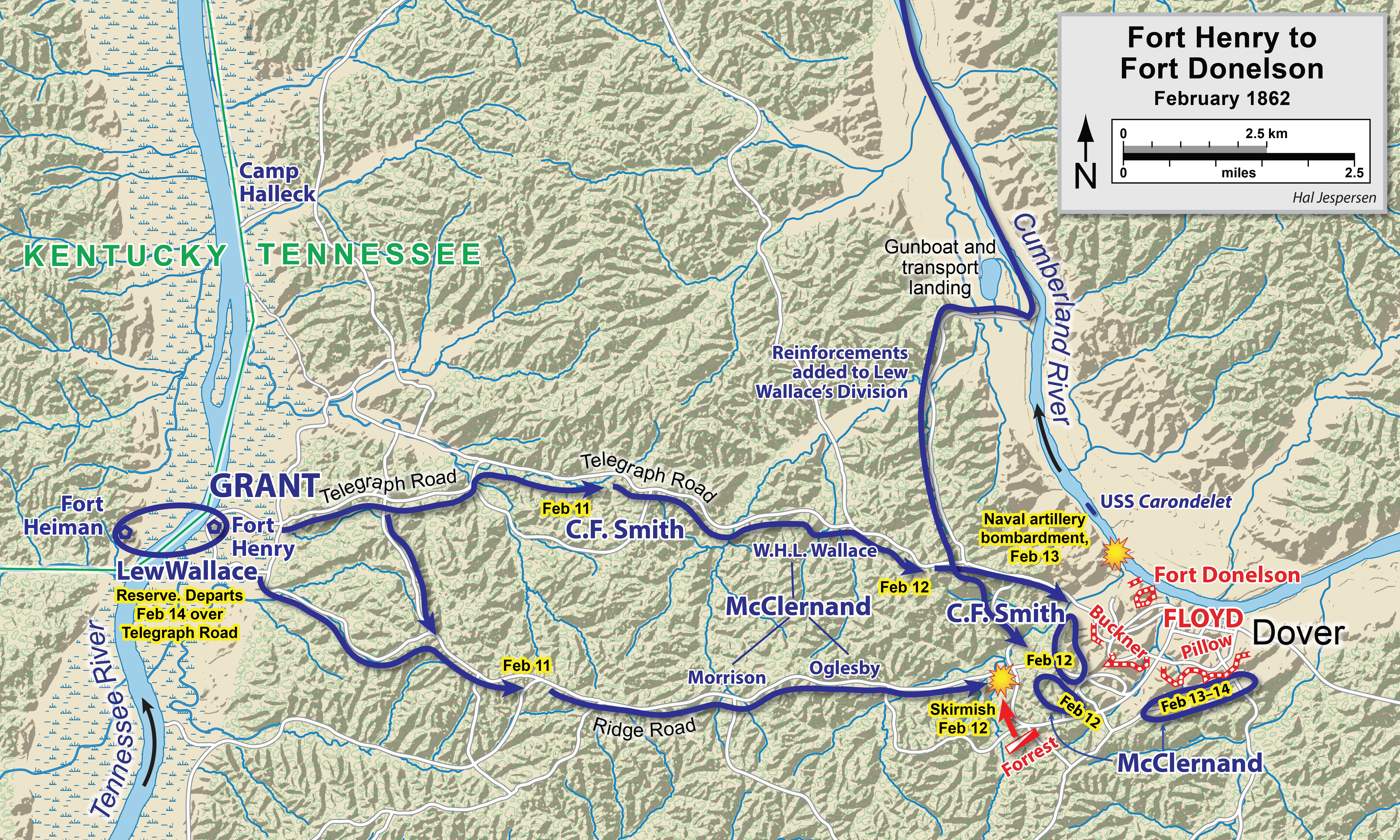
De slag om Fort Henry en de aanloop naar de slag om Fort Donelson.

Op 4 en 5 februari liet Grant zijn divisies op twee verschillende locaties aan land gaan. De divisie van McClernand werd ongeveer 5 kilometer ten noorden van de oostelijke oever van de Tennessee aan land gezet. Hun opdracht bestond erin, om de evacuatieroute van de Zuidelijken af te snijden. Smiths troepen moesten Fort Heiman bezetten. Dit zou de val van Fort Henry moeten bespoedigen. Deze confrontatie werd echter beslecht door de schepen voor de infanterie zelfs maar in actie kon komen.
Tilghman besefte al snel, dat het fort niet lang stand zou houden. Door de overstromingen waren er maar negen kanonnen bruikbaar. De artillerie moest de vijandelijke schepen op afstand houden, terwijl hij zijn hoofdmacht uit het fort evacueerde en naar Fort Donelson stuurde. Op 4 februari werd Fort Heiman ontruimd. Op 5 februari verlieten een handvol artilleristen Fort Henry.
De zeven Noordelijke schepen bombardeerden het fort op 6 februari. Dit was de eerste gevechtservaring van de splinternieuwe kanonneerboten. Foote stelde zijn schepen op in twee linies. De vier gepantserde schepen in de voorste linie met de drie lichtere schepen in de tweede linie. De schepen werden vrijwel niet beschadigd. De Zuidelijke kanonnen konden alleen maar de sterkst gepantserde delen raken. Het enig schip dat zware averij opliep was de USS Essex. Door een voltreffer op de stoomketel werd stoom door het schip geblazen. 32 opvarenden werden gedood of gewond, waaronder hun bevelhebber William D. Porter. Het schip werd buiten actie gesteld voor de rest van de campagne .

## Gevolgen en de raid van de ongepantserde kanonneerboten
Nadat de slag 75 minuten had geduurd, gaf Tilghman zich over aan de vijandelijke vloot die tot op 370 meter genaderd was. 12 officieren en 82 soldaten gaven zich over. Ze hadden 15 doden en 20 gewonden te betreuren. Alle uitrustingstukken en kanonnen werden achtergelaten in het fort. Tilgham werd geïnterneerd en op 15 augustus geruild voor Noordelijke krijgsgevangenen.
Na de overgave van het fort stuurde Grant een kort bericht naar Halleck. “We hebben Fort Henry ingenomen. …. Ik zal Fort Donelson de 8ste innemen en vernietigen.” Halleck stuurde een telegram naar Washington: “Fort Henry is in onze handen. Onze vlag wappert opnieuw op de aarde van Tennessee”
Deze slag heeft ook zijn ironie. Mocht Grant zo voorzichtig geweest zijn zoals andere Noordelijke generaals, zou hij zijn vertrek met 2 dagen uitgesteld hebben. Tegen dat hij arriveerde, zou het fort reeds onder water staan en was deze slag niet meer nodig geweest. Niettemin werd deze slag als een grote overwinning beschouwd.
Met de inname van Fort Henry openden de Noordelijken de rivier de Tennessee voor hun scheepvaart. Om hun maritieme kracht te demonstreren, stuurde Foote drie schepen stroomopwaarts om militaire installaties te vernietigen. De Tyler, Conestoga en de Lexington stonden onder bevel van luitenant Phelps. De schepen vernietigden verschillende opslagplaatsen en een brug van de Memphis & Ohio spoorweg. Nadat ze met succes de Sallie Wood, de Muscle en de Eastport geënterd hadden, keerden ze op 12 februari terug naar Fort Henry. De enige smet op wat anders een succesvolle raid te noemen was, was een kapitale blunder van luitenant Phelps. Toen de inwoners van Florence hem smeekten de spoorwegbrug in de stad te sparen, gaf hij grootmoedig toe. Mocht Phelps deze brug toch opgeblazen hebben, dan zou hij het Zuidelijk front letterlijk in tweeën gesplitst hebben. Johnston zou deze brug gebruiken om met zijn troepen de confrontatie aan te gaan met de Noordelijken in de bloedige Slag bij Shiloh.
Na de val van Fort Donelson op 16 februari door Grants troepen werden de twee belangrijkste waterwegen geopend voor Noordelijke troepenverplaatsingen. Door deze beweging waren de Zuidelijken eveneens gedwongen om hun posities bij Columbus te verlaten. Het westen van Kentucky zou spoedig in Noordelijke handen vallen.